# Малинкин, Александр Алексеевич
Алекса́ндр Алексе́евич Мали́нкин (1921—1985) — учёный-физик. Доктор физико-математических наук. Сотрудник ВНИИЭФ. Участник Великой Отечественной войны.

## Биография
В 1951 г. окончил физический факультет МГУ и был направлен в КБ-11.
С 1952 г. работал в лаборатории критмассовых и модельных измерений в составе отдела ядерных реакторов.
С 1961 г. — начальник лаборатории.
С 1969 г. — заместитель начальника физического отделения.
В 1982 г. защитил докторскую диссертацию.
Умер в 1985 году.

## Награды
- медаль «За победу над Германией»[1];
- медаль «За доблестный труд»[1];
- медаль «Ветеран ВНИИЭФ»[1];
- медаль «За трудовую доблесть» (1955)[2];
- орден Ленина (1956)[2];
- Ленинская премия (1967)[2].